# José Galán Peláez
José Galán Peláez (Jaén, 15 d'abril de 1938) és un economista i polític valencià, Secretari General del Partit Comunista del País Valencià des del III congrés.

## Biografia
La seua militància política comença a la Joventut Obrera Catòlica, sent condemnat a presó el 1962 per comunista.
Com a membre del Partit Comunista del País Valencià, va ser Conseller de Treball del Consell del País Valencià des de juny de 1978 fins al juny de l'any següent, que passaria a ser Conseller sense cartera fins a desembre. Després que s'expulsara del PCPV al nacionalista Ernest García i García, Galán el va substituir com a Secretari General en el III congrés del partit, celebrat en setembre de 1980.
A les eleccions a les Corts Valencianes de 1983, Galán fou el candidat a la Presidència de la Generalitat del Partit Comunista, que va ser tercera força amb 6 diputats. Enquadrat al sector eurocomunista, a les eleccions a les Corts Valencianes de 1987 va anar en segona posició en la llista per València del Partit dels Treballadors d'Espanya-Unitat Comunista, escissió del PCE formada pel sector eurocomunista, afí a l'exSecretari General Santiago Carrillo.